# Stiftelsen for industriell og teknisk forskning
Stiftelsen for industriell og teknisk forskning (SINTEF) er et norsk forskningsinstitut, stiftet i 1950, som udfører undersøgelser og andre tjenester indenfor teknologi, naturvidenskab, medicin og samfundsforhold.
SINTEFs hoveddomicil ligger i Trondhjem i Norge, med kontorer i Oslo, Bergen, Stavanger og Ålesund samt i Houston, Texas, USA, Skopje i Makedonien, Warzawa, Krakow i Polen og et laboratorium i Hirtshals, Danmark.
I organisationen er der anno 2006 ansat ca. 1.900 medarbejdere.

## Ekstern henvisning
- SINTEFS hjemmeside